# Comuna Hromadske, Litîn
Hromadske (în ucraineană Громадське) este o comună în raionul Litîn, regiunea Vinnița, Ucraina, formată din satele Hromadske (reședința) și Kusîkivți.

## Demografie
Componența lingvistică a satului Hromadske
     Ucraineană (99,3%)
     Alte limbi (0,59%)
Conform recensământului din 2001, majoritatea populației satului Hromadske era vorbitoare de ucraineană (99,3%), existând în minoritate și vorbitori de alte limbi.